# Симеон Туманов
Симеон Георгия Туманов (на македонска литературна норма: Симеон Ѓорѓија Туманов) е югославски офицер, генерал-майор от Югославия.

## Биография
Роден е на 19 февруари 1943 г. в струмишкото село Куклиш. Завършва основно образование през 1954 г. и гимназия през 1962 г. През 1965 г. завършва Военната академия на Сухопътните войска на ЮНА с профил „пехота“. Служи в гарнизоните в Тузла, Сараево и Белград. Между 1965 и 1968 г. е командир на взвод. От 1969 и 1971 г. е командир на рота, а след това до 1972 г. е офицер по сигурност на военен окръг. В периода 1972 – 1977 г. е оперативен офицер на контраразузнавателна група. През 1977 г. завършва Команднощабна академия. В периода 1977 – 1980 г. е началник на сигурността на четвърта пехотна дивизия. В периода 1980 – 1985 г. е помощник-началник на отделението за сигурност на седма югославска армия. През 1986 г. завършва Школа по операциите на сухопътните войски. От 1986 до 1988 г. е началник на отделението за сигурност на седма югославска армия. В периода 1988 – 1991 г. е началник на първо отделение в Управлението за сигурност на Съюзния секретариат за народна отбрана. От 1991 до 1992 г. е заместник-началник на Управлението за сигурност на Съюзния секретариат за народна отбрана. За 3 месеца през 1992 г. е помощник на заместник-началника на Генералния щаб по сътрудничество с мироопазващите сили на ОН.

## Военни звания
- Пехотен подпоручик (1965)
- Поручик (1968)
- Капитан (1971)
- Капитан I клас (1973), извънредно
- Майор (1977)
- Подполковник (1981), предсрочно
- Полковник (1986)
- Генерал-майор (1991)

## Награди
- Орден за военни заслуги със сребърни мечове, 1969 година;
- Орден на Народната армия със сребърна звезда, 1974 година;
- Орден за военни заслуги със златни мечове, 1979 година;
- Орден на труда със златен венец, 1984 година;
- Орден на Народната армия със златна звезда, 1989 година.